# Протонема

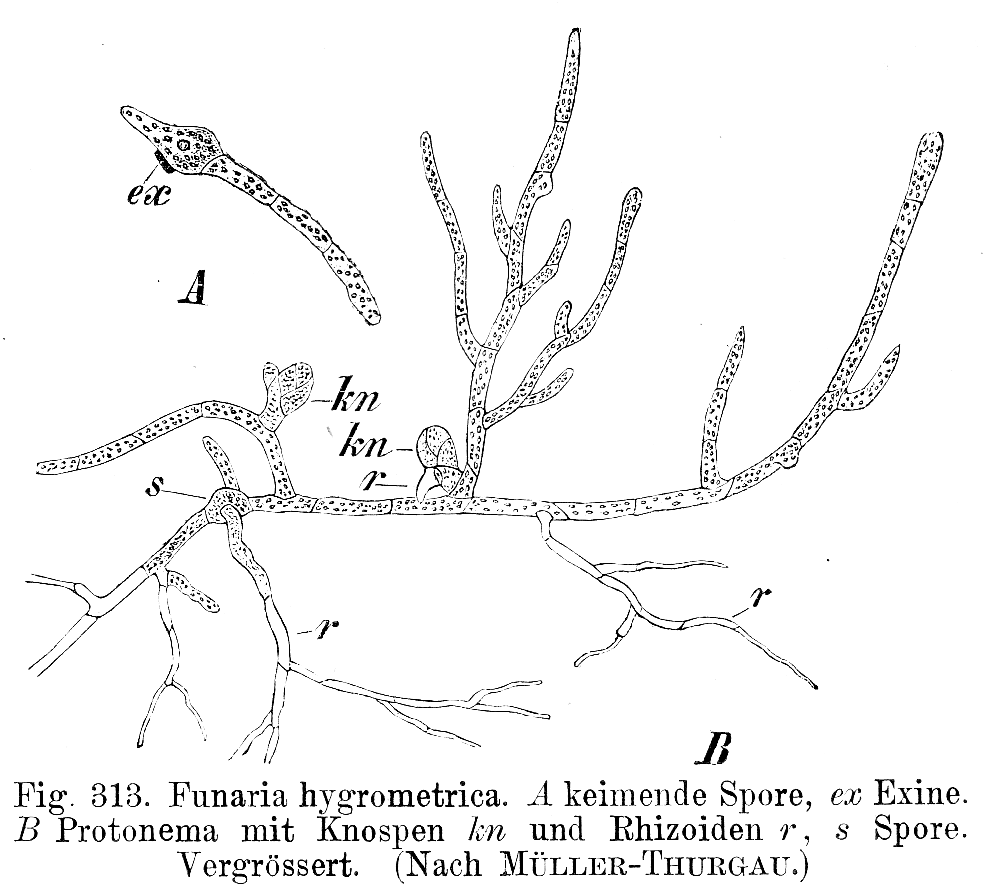
Протонема моха Funaria hygrometrica.
A — спора, що проростає
B — протонема (kn — бруньки, r — ризоїди, s — спора)

Протонема — (лат. protonema, множ. protonemata) — одна з життєвих форм мохоподібних рослин, поряд з гаметофітом і спорофітом.
Розрізняють первинну і вторинну протонему. Первинна протонема належить до гаметофітного (статевого, гаплоїдного) покоління, вона присутня у всіх моховидних; вторинна (диплоїдна) утворюється в окремих випадках з частин спорофіта.
Первинна протонема утворюється при проростанні спори та у переважної більшості видів є нетривалою ювенільною формою, після розвитку гаметофорів (окремих рослин гаметофітного покоління) вона відмирає. У печіночників протонема сильно редукована, часто представлена невеликим числом клітин; у андреєвих (Andreaeopsida) і сфагнових (Sphagnopsida) мохів має вигляд пластинчастого талому; у зелених мохів за формою нагадує розгалужену нитчасту зелену водорость. Після розростання по субстрату протонема утворює бруньки, з яких розвиваються дорослі гаметофіти, а потім відмирає, і таким чином вона служить для вегетативного розмноження мохів.
Нечисленні види мають довгоживучу протонему, яка може виконувати спеціальні функції, або навіть бути основною життєвою формою. У буксбаумії безлистої (Buxbaumia aphylla) розвинена нитчаста протонема утворює редуковані чоловічі гаметофори, що складаються з одного листа, який прикриває антеридій, і дрібні жіночі гаметофори з безбарвними листям, які живляться повністю коштом протонеми. Схістостега периста (Schistostega pennata), «самосвітний» мох, що живе в печерах і ущелинах скель, має тривалу протонему, пристосовану для фотосинтезу в умовах слабкого освітлення. Вона утворює пластинки, що складаються з одного шару лінзоподібних клітин, які фокусують світло на хлоропласти, що лежать на їхньому дні. Відбитий світ виходить паралельним пучком, що створює враження світіння.